# Rosa pantern 2
Rosa pantern 2 (eng: The Pink Panther 2) är en amerikansk kriminalkomedi från 2009 i regi av Harald Zwart. Filmen är en uppföljare till Rosa pantern. Filmen handlar om kommissarie Jacques Clouseau, spelad av Steve Martin, som blir utsedd till att ingå i ett så kallat "dreamteam" med några av världens bästa detektiver. Filmen hade svensk biopremiär 13 februari 2009 och släpptes på DVD 1 juli 2009.
Andra noterbara skådespelare i filmen är Jean Reno och Emily Mortimer som än en gång spelar Ponton och Nicole. Även John Cleese, Andy Garcia, Alfred Molina och Jeremy Irons medverkar.

## Handling
När mästertjuven Tornadon börjar stjäla kända artefakter, såsom diamanten Rosa pantern, blir Kommissarie Jacques Clouseau (Steve Martin) omflyttad från sin tjänst som parkeringsvakt, av Kommissarie Dreyfus (John Cleese) efter order av regeringen, till att ingå i ett internationellt "dreamteam" med detektiver från Japan, Italien och Storbritannien. De börjar leta efter Tornadon och på deras resa inträffar en rad missöden som självklart är orsakade av Frankrikes stolthet, Kommissarie Jacques Clouseau.

## Rollista
- Steve Martin – Kommissarie Jacques Clouseau
- Jean Reno – Gendarme Gilbert Ponton
- Emily Mortimer – Nicole Nuveau
- Andy Garcia – Vicenzo Brancaleone
- Alfred Molina – Randall Pepperidge
- Aishwarya Rai – Sonia Solandres
- Yuki Matsuzaki – Kenji Mazuto
- Johnny Hallyday – Laurence Milkin
- John Cleese – Charles Dreyfus
- Jeremy Irons – Alonso Avellaneda
- Lily Tomlin – Yvette Berenger
- Molly Sims – Marguerite

### Frankrike
Paris

### USA
Boston, Bedford, Chelsea, Westwood och Winchester (alla i Massachusetts).

## Mottagande
Filmen har till största del fått negativa recensioner. På webbplatsen Rotten Tomatoes hade 13 % av användarna gett filmen positiva recensioner den 7 juli 2009.
- Aftonbladet [1]
- Arbetarbladet [2]
- Ciné.se [3]
- Cinema [4]
- Metro [5]